# Бугарска волонтерија
Бугарска волонтерија (буг. Българско опълчение) je основана 29. априла 1877. у Плоешту да би учествовала у Руско-турском рату (1877—1878).
Добитник је заставе Самаре. То у потпуности оправдава поверење и одлучујуће доприноси ослобађању Бугарске. 
Ова волонтерија није прва бугарска, али 1810. године у јеку руско-турског рата (1806—1812) и током Првог српског устанка, створена је Бугарска копнена војска са бригадом од 3.000 људи.